# Steyregg
Steyregg – miasto w Austrii, w kraju związkowym Górna Austria, w powiecie Urfahr-Umgebung. Leży nad Dunajem, na wschód od Linzu. Liczy 5025 mieszkańców (1 stycznia 2015).

## Zabytki
- zamek Steyregg z przełomu XVI i XVII wieku wraz z kaplicą zdobioną freskami
- XIV-wieczny kościół pw. św. Stefana (Hl. Stephan)